# 希亚姆·孙达尔·德瓦尼
希亚姆·孙达尔·德瓦尼（英語：Shyam Sunder Dewani），印度外交官，曾任印度駐蒙巴薩助理高級專員等職務。

## 經歷
希亚姆·孙达尔·德瓦尼於1986年在德里大學獲得英語文學碩士學位。
他曾在印度駐德黑蘭（伊朗）、布魯塞爾（比利時）、巴林、科威特和路易港（毛里求斯）的外交使團中擔任過不同職務。在2016年至2018年中的第二次任期中，他在印度外交部總部工作時參與了多個印度大使館與高級專員公署在他國首都的翻新項目。
他於2018年6月就任印度駐蒙巴薩副高級專員。後任印度駐匈牙利大使館二等祕書。

## 個人生活
希亚姆·孙达尔·德瓦尼喜歡所有運動，尤其是羽毛球、乒乓球和國際象棋等，並且熱愛藝術和文化表演、音樂及戲劇。他與妻子肖芭（Shobha），育有一子。